# Stadion OSiR w Będzinie
Stadion Ośrodka Sportu i Rekreacji w Będzinie – stadion piłkarsko-lekkoatletyczny znajdujący się w Będzinie przy ul. Sportowej 4. Jest to główny obiekt IV ligowej drużyny Sarmacji Będzin. Swoje spotkania rozgrywał na nim także zespół futbolu amerykańskiego Zagłębie Steelers.

## Opis ogólny
Stadion dysponuje maksymalną pojemnością 10 000 miejsc, z czego 1000 to miejsca siedzące (plastikowe krzełka).
Na obiekt składają się:
- pełnowymiarowe boisko piłkarskie o wymiarach 100,2 × 64,5 metrów
- bieżnia lekkoatletyczna o dł. 400 m
- rzutnia do pchnięcia kulą
- skocznie do skoku w dal
- nagłośnienie, monitoring wizyjny oraz niezbędne wyposażenie do organizacji zawodów lekkoatletycznych
- wieża komentatorska

oraz w koronie stadionu:
- Biura MOS Będzin
- Siedziba TKKF oddział Będzin
- Siedziba BKS "SARMACJA"
- Siedziba Automobilklub Zamkowy
- Szatnie, natryski

Stadion wchodzi w skład miejskiego kompleksu sportowego, który położony jest w samym centrum miasta nad brzegiem rzeki Czarna Przemsza, a ul. Małobądzką. Oprócz stadionu w skład ośrodka wchodzą:
- Budynek OSiR, w którym mieści się także: Dom Turysty na 69 miejsc noclegowych, Restauracja Czarna Oliwka, sala konferencyjna
- boisko pełnowymiarowe do piłki nożnej z oświetleniem
- 2 boiska do piłki nożnej 5-osobowej z oświetleniem
- boisko do koszykówki
- basen letni
- lądowisko dla helikopterów

## Historia
Rozwój sportu masowego i wyczynowego wymagał odpowiednich warunków do jego uprawiania (stadiony, boiska, sale gimnastyczne, urządzenia lekkoatletyczne, baseny, lodowiska). Ówczesne władze Będzina powołały zatem Społeczny Komitet Upiększania Miasta (SKUM) zlecając mu budowę Ośrodka Sportowego w centrum miasta (częściowo na boisku "Sarmacji" i przyległych terenach).
Otwarcie stadionu nastąpiło 22 lipca 1967, które było okazją uczczenia 50-lecia klubu Sarmacji Będzin. Uroczystość uświetnił mecz Polonii Bytom z Werderem Brema w ramach Pucharu Lata, który polski zespół wygrał 2:1. Mecz mogło wtedy oglądać ok. 20 tys. ludzi.
W czasie gdy nastał kryzys klubu na przełomie lat 70. i 80. stadion nieco stracił na swojej świetności. Pod koniec XX wieku wybudowano na koronie stadionu budynek, w którym mieszczą się dziś szatnie i siedziby będzińskich klubów. Do 2009 roku wymontowano wszystkie ławeczki, które jeszcze się ostały przez ten czas, a w ich miejsce zakłada się krzesełka plastikowe.